# Silvia Colloca
Silvia Colloca (Milaan, 23 juli 1977) is een Italiaans actrice.

## Loopbaan
Colloca's eerste grote filmrol was in Van Helsing, waarin ze Verona (een van Dracula's bruiden) speelt. In september 2004 trouwde ze met de Australische acteur Richard Roxburgh, die in dezelfde film de rol van Dracula vervult. In 2006 speelde ze in de film The Detonator, samen met Wesley Snipes.

## Filmografie
- Van Helsing (2004) - Verona, bruid van Graaf Dracula
- L'Apocalisse delle scimmie (2005) - Tossica
- The Detonator (2006) - Nadia Cominski
- Virgin Territory (2007) - Lisabetta
- Casomai (2008) -
- Lesbian Vampire Killers (2009) - Carmilla
- Out of the Night (2010) (pre-production) - Roberta
- Dante's Inferno Animated (2010) (filming) (stem: Italiaanse versie) - Beatrice
- Triple Happiness (2010) (post-production) -